# Кизиров, Константин Панастович
Константин Панастович Кизиров (10.05.1918, Мелитополь— 29.06.1981, Москва) — снайпер 25-го пограничного полка Войск Народного Комиссариата Внутренних Дел 236-й стрелковой дивизии 46-й армии 3-го Украинского фронта; 20-й гвардейской стрелковой дивизии 57-й армии 3-го Украинского фронта; 3-й пехотной дивизии 1-й Болгарской армии 3-го Украинского фронта, ефрейтор.

## Биография
Родился 10 мая 1918 года в городе Мелитополь Запорожской области Украины . Украинец. Член ВКП/КПСС с 1943 года. Окончил 4 класса. Работал шлифовщиком на заводе.
В Красной Армии с 1938 года. Проходил службу в пограничных войсках. С началом Великой Отечественной войны на фронте.
Снайпер 25-го пограничного полка Войск Народного Комиссариата Внутренних Дел ефрейтор Константин Кизиров в июле 1944 года в боях на правом берегу реки Днестр в районе населенного пункта Пуркары Суворовского района Молдавии поразил 23 солдата и офицера противника. За мужество и отвагу, проявленные в боях, ефрейтор Кизиров Константин Панастович 6 июля 1944 года награждён орденом Славы 3-й степени.
11-25 января 1945 года Константин Кизиров в составе того же полка в районе северо-западнее города Капошвар сразил 15 пехотинцев. За мужество и отвагу, проявленные в боях, ефрейтор Кизиров Константин Панастович 8 февраля 1945 года награждён орденом Славы 2-й степени.
28 марта — 7 апреля 1945 года Константин Кизиров в составе того же полка в боях на левом берегу реки Драва за населенный пункт Дравасабольч подавил пулемет и уничтожил свыше 10 солдат противника.
Указом Президиума Верховного Совета СССР от 29 июня 1945 года за образцовое выполнение заданий командования в боях с немецко-вражескими захватчиками ефрейтор Кизиров Константин Панастович награждён орденом Славы 1-й степени, став полным кавалером ордена Славы.
Войну закончил в Австрии. В 1945 году К. П. Казиров демобилизован из рядов Вооруженных Сил СССР. Жил в городе-герое Москве. Работал в гостинице. Скончался 29 июня 1981 года.
Награждён орденами Отечественной войны 2-й степени, Славы 1-й, 2-й и 3-й степеней, медалями.